# 乙速孤行俨
乙速孤行俨（636年—708年1月12日），字行俨，京兆醴泉县（陕西礼泉县）人，武则天时期的广州、泉州、黔州刺史。

## 家庭
《元和姓纂》卷十五载：“乙速孤，代人，随魏南徙河南。后魏仪同乙速孤明（显），生台，梁郡太守；生贵，北齐和仁公、隋左庶子。贵生安，安生晟，晟生神庆，唐卫率左领将军。神庆生行俨。”
《乙速孤行俨墓志铭》载：“君讳行俨，字行俨，本姓王氏，太原人也。六代祖显，后魏拜骠骑大将军，赐姓为乙速孤氏，始为京兆醴泉人焉。”
- 六代祖：乙速孤显，后魏拜骠骑大将军，赐姓为乙速孤氏
- 五代祖：乙速孤台，梁郡太守
- 高祖：乙速孤贵，北齐右卫大将军、仪同三司、使持节都督岐州诸军事、岐州刺史，北周上开府仪同三司、〇附大夫，隋河州诸军事、河州刺史、河州总管、太子右庶子、和仁郡开国公
- 曾祖：乙速孤安，北周长州刺史，隋益州都督，袭封和仁郡开国公
- 祖父：乙速孤晟，唐左车骑将军、骠骑将军
- 父亲：乙速孤神庆，唐右虞候副率、检校左领军卫将军
- 弟：乙速孤行均，唐宁远将军、守岐阳府长上折冲
- 弟：乙速孤行方，唐游击将军、守甘泉府左果毅都尉
- 妻：贺若氏，常乐县君，开州刺史贺若怀武第六女
- 子：乙速孤令从，唐京兆府万年县令
- 女：乙速孤氏，嫁唐右骁卫铠曹参军梁望之

## 历任官职
- 永徽中（650—655年），司成生擢第。
- 麟德初（664年），授宣德郎、虢王府记室参军事。
- 咸亨元年（670年），以将门子弟授振威校尉，守普济府左果毅都尉。
- 仪凤二年（677年），敕除兴国府右果毅都尉。
- 垂拱二年（686年），授游击将军、黄城府左果毅都尉。
- 永昌元年（689年），制除朝散大夫、绵州司马。
- 天授二年（690年），加朝议大夫。
- 长寿二年（692年），除资州长史。
- 延载元年（693年），加中散大夫。
- 证圣元年（695年），制除使持节万州诸军事、万州刺史.
- 万岁通天元年（696年），制加中大夫。
- 万岁通天二年（697年），加大中大夫，其年检校永州刺史。
- 圣历二年（698年），授使持节都督夔归忠万渝涪肃等七州诸军事、守夔州刺史，
- 圣历三年（699年），授使持节都督广韶端康封岗等十二州诸军事、守广州刺史。
- 长安三年（703年），授使持节泉州诸军事、守泉州刺史。
- 神龙元年（705年），授使持节都督黔辰沅等州诸军事、守黔州刺史，同年加正议大夫。
- 神龙二年（706年），墨制授忠武将军、守右武卫将军，员外置同正员。
- 景龙元年十二月十五日（708年1月12日），薨于大宁里第，年七十二。

## 乙速孤行俨碑和墓志铭
乙速孤晟、乙速孤神庆、乙速孤行俨祖孙三代皆葬在唐太宗昭陵以北约四十里的礼泉县叱干村，《乙速孤行俨碑》，其子乙速孤令从开元十三年（725年）所立，刘宪撰文，白义晊书。1974年移至昭陵博物馆收藏。今乙速孤行俨墓前两侧今尚有石虎一对（一倾倒）。蹲虎，高1．08米，宽0．35米，座高0．47米；另一高1．09米，宽0．36米，座高0，46米。行俨墓右侧60米处是其父乙速孤神庆墓，左前方（东南侧）约400米处有其祖父乙速孤晟墓

大唐故右武卫将军上柱国乙速孤府君碑铭（并序）

正议大夫行秘书监修文馆学士兼修国史上柱国刘宪撰

朝议郎行秘书郎白义晊书

　　武之去虣，與文德而競馳；陰之為功，配陽和而並運。利用厚生之事，依古以来：折冲御侮之材，何代蔑有？秦之强也，起、翦、恬、贲用其兵；汉之盛也，辛、李、卫、霍为其将。大唐操升，极把钩陈。带甲百万，授钺四七。其有中分麾下，总堂堂正正之师；俨若敌国，负赳赳桓桓之称者，在於乙速孤府君矣。公讳行俨，字行俨，本姓王氏，太原人也。五代祖有功於魏，始赐而氏焉，因居京兆之醴泉县。王子晋之上仙，肇开茂绪；车千秋之作相，重锡华宗。家何代而乏贤，人何时而不贵。曾祖安，齐前锋都督、右武候、右六府、骠骑将军、开府仪同三司、上柱国、河州刺史，隋益州都督，袭封和仁郡开国公。徙孝移忠，迁虞事夏，司马安之四至，晏平仲之一心。祖晟，皇朝上开府、右武候、右廿府、左车骑将军、骠骑将军。藏器於身，待时而用，功参列将，宠盛兴王。父神庆，右虞候副率、检校左右领军卫将军。气岸环杰，志力雄武，持军以礼，阴德有徵，才子挺生，将门斯在。公锺家代之休烈，奉韬钤之成训。鹏图奋於霄汉，噩阵溢於风飙。得射法於仙灵，习军容於嬉戏。子房智勇，时其无敌；郤糓诗书，颇亦兼善。永徽中，司成生擢第。明庆中，丁父忧。性实过人，俯而就礼。麟德初，授宣德郎、虢王府记室参军事。间平邸第，枚马競游。曳裾其间，首席推美。咸亨元年，以将门子弟授振威校尉，守普济府左果毅都尉。丁太夫人忧，哭泣之节，饘粥之数，复如居府君之丧。仪凤二年，敕除兴国府右果毅都尉，镇河源军定州道，游奕护河阳桥。垂拱二年，授游击将军、黄城府左果毅都尉。致果为毅，治戎以律，洗兵盐泽，秣马中山。护浊河之桥，绾黄图之府。智谋洋溢，威武纷纶，功静朔垂，气雄京邑。永昌元年，制除朝散大夫、绵州司马，天授二年，加朝议大夫，长寿二年，除资州长史，延载元年，加中散大夫。题舆绵外，展骥资中，风俗所同，政教如壹。证圣元年，制除使持节万州诸军事、万州刺史，万岁通天元年，制加中大夫，二年，加大中大夫，其年检校永州刺史。圣历二年，授使持节都督夔归忠万渝涪肃等七州诸军事、守夔州刺史，三年授使持节都督广韶端康封岗等十二州诸军事、守广州刺史。长安三年，授使持节泉州诸军事、守泉州刺史。神龙元年，授使持节都督黔辰沅等州诸军事、守黔州刺史，其年加正议大夫。神授政理之材，天挺公侯之表。故能方州典郡，尽周官牧伯之尊；越海凌山，穷禹贡荆扬之域。控御数千里，周旋廿年，化洽夷夏，功成方国。置生祠之庙，往往而然；畏清酒之盟，于今莫犯。神龙二年，墨制授忠武将军、守右武卫将军，员外置同正员，特敕停南衙上下，专委北军事。羽林之任，历代为重，用周勃而後安，召宋昌而先拜。以公确乎忠信，厉然壮勇，颁命卿之秩，掌孤儿之军。宿卫陛殿而逾严，徼巡岩廊而匪懈，垒垣增肃，轩禁穆清。锡御府之金钱，分大官之玉食，殊恩所逮，中使相望。而执〇持戟，筋力为倦；输节竭诚，心术俱尽。神用疲而致损，腠理劳而生疾。其岁夏中，遇病厅事，半体云废，经时未瘳。愿休摄於家庭，遂迟回於天阙，陈情拜疏，理切词殚。有感宸衷，特听致仕，仍褒美绩，更惜羸疴。睿旨既勤，形乎綍翰。公结欷而辞云陛，投迹而返私门，悬广德之安车，施仲翁之行马。仙方上药，冀养性而延龄；芳醞嘉羞，且忘忧而永日。而公素无息胤，命昆弟之子令从为嗣，鞠育侔於己生，仕为太子通事舍人，坐外氏累，左除溱州扶驩县令。公天属为重，既切犹子之慈；门寄所锺，何深舐犊之念。亦既离谴，旧疾暴增，春秋七十有二，景龙元年十二月十五日，薨于大宁里第。呜呼哀哉！惟公盛德温恭，雅怀宽肃，行无文饰，言不浮华。出身入仕，仪家刑国，靡欺暗室，独运虚舟。於人之善无所遗，於人之恶无所记。可疑之地，投足莫践；弗稽之谋，措心所绝。亲友信而敬之，老少安而怀之，惟汲汲以行仁，岂遑遑而求利？防卫之际，屡有奇功，抚字之方，载彰灵感。公之在永州也，属时糓不登，土人多馁，罄仓储而罕瞻，捃山谷而无资。所部界中，素饶穞竹，盘根合翠，弥漫苍然。忽於一朝，结实咸遍，若五糓之含颖，油然可观；比千箱之载咏，俄而告给。人皆和〇，〇〇盈路。公仍持数石，奏进京师，圣旨咨嗟，叹其灵味。公之在夔州也，邻界不虞，群蛮暂扰，侵轶城郭，残伤吏人。公不俟制命，呈言致讨，威灵震荡，氛秽廓清，稽颡咽於巫云，〇〇〇於江水。天朝命将，甫戒於师期；边郡飞书，已闻於战捷。虽耿弇之不遗贼，於君父亦何以尚兹。时嘉乃功，玺书慰勉，疾盛之日，思虑弥长，遗书戒令从曰：「吾遭遇〇〇，〇〇卌馀载，恨无以报，不敢丝毫有损於圣朝。家业素贫，丧葬所须，务从节俭，勿违吾平生志也。所树碑，务令存实，无为虚美，以掩吾真。尔等唯清唯慎，勿矜勿伐，则吾死而无恨矣。」夫人常乐县君贺若氏，宋公弼之侄孙，开州刺史怀武之第六女。门宗之盛，钟鼎连华；家室之欢，瑟琴齐契。春秋五十七，证圣元年八月五日，亡於万州官舍。维景龙二年岁次景申二月辛卯朔十六日景午，合葬於雍州醴泉县白鹿乡李中川先府君之茔次，礼也。嗣子令从，叫叫穹苍，哀哀霜露，永言训誓，终身奉行。子婿右骁卫铠曹参军安定梁望之，代业通家，天资长者。冰清玉润，常怀国士之恩；石字金书，愿托中郎之笔。〇〇景行，乃作铭云：

公侯子孙，必复其始。将门有将，其来久矣。伊我将军，奕代为美。壮勇杰出，威棱峻峙。

文则循良，六条千里。武以侍卫，岩除军垒。黄霸匪俦，宋昌宁拟。中外从事，良亦勤止。

年至礼优，神劳疾起。有涯终谢，令问不已。贤哉伏波，诫其兄子。

大唐开元十三年岁次乙丑〇月景〇朔〇〇日辛未，令从自曹州济阴县令秩满建

渤海徐元礼镌

乙速孤行俨与其妻贺若氏合葬一墓。《乙速孤行俨墓志》与《贺若氏墓志》1930年左右同时出土于陕西礼泉县北之叱干村。前者志石今已不存，后者志石今藏昭陵博物馆，但已损泐严重。《贺若氏墓志》未见志盖，志石拓本高71.5、宽69.5厘米，志文３１行，满行３２字，正书，有方界格。贺若氏武周朝证圣元年八月五日（695年）卒于渝州巴东县（四川巴县），万岁通天二年（697年）葬于礼泉县白鹿乡履中川，乙速孤行俨卒于唐中宗景龙元年，景龙二年（708年）与妻子合葬。

大周中大夫使持节万州诸军事守万州刺史上柱国乙速孤行俨故夫人常乐县君贺若氏之墓志铭并序 

　　夫人贺若氏，常乐县君，河南人也。昔胙土开基，擢琼枝于帝命；因官吹律，分宝叶于邦君。清源派于万家，带河流祉；锡社光于百代，砺岳踈祯。洎乎德业重晖，宠望隆于玄朔；衣冠递显，列爵盛于河南。尚书处分职之荣。惟良总斑条之重。曾祖（谊），随开府仪同三司、海陵郡开国公。佩刀均贶，躏杨氏之高轩；待封联徼，敞于公之甲第。故得叔敖芳湚，子孙传岳牧之隆；佰庸令族，代氏绪忠贞之节。祖（举），随隆州刺史、海陵郡开国公。乐布中和，颂美变铜梁之俗；学惟讲德，文波导玉垒之津。加以化洽祥禽，颍川慙其嘉贶；政销暴鹫，浮江魄其深仁。父怀武，唐右卫率勋府郎将、右卫亲府中郎将、检校右屯营飞骑、太子右司御卫率、开州、礼州刺史。文场载闢，阐武库之芳猷；忠节剋彰，饰犀钩于兰锜。于是宠光按部，任切司方，分竹之资，以求瘼而为务；剖符之要，将恤隐而为先。夫人惟岳踈峰，禀冲灵于申甫，魏车流彩，体粹气于连城。婉容德于龆年，夙恭天植；盛显扬于龀岁，勤敬生知。蕙问兰仪，播美闺闱之内；承慈履孝，垂芳阃阈之中。五义有叶于温良，四德无亏于贞亮。以永徽五年四月二十一日适于乙速孤氏。爰归君子之室，弥峻淑女之规，先务顺从，首资贞懿，澡盥而馈，纚笄而朝。必则君臣之严，即遵父子之敬。手足之重，取法于玉昆；直谅之诚，信存于金友。夫人之遵礼也如彼，使君之遵礼也如此。所冀情田控义，将福寿而同荣；意府装仁，越期颐而并保。岂图昊穹有命，积善无依。弥留骨髓之徵，讵救膏盲之疾。以证圣元年八月五日，春秋五十有七，终于渝州巴东县之界也。遂使锦诗韬韵，空思窦氏之文；彩笔徒施，莫寄秦嘉之封。素琴夕引，操别鹤于离弦；尘镜晨窥，懆鸣鸾而吊影。是以筮兹鹤隧，启彼乌茔，礼具衣薪，聿修防墓。以良辰吉日，迁窆于礼泉县白鹿乡履中川，礼也。既而杨风霜气，凄穸户而长寒；云垄幽坟，暗泉门而永邃。素月空留于孤岫，玄扃独閟于佳城。莫纪贞觳之仪。焉知淑昚之节。爰命庸菲，式叙芳徽，虽短翰穷词，勒嘉猷而未尽；庶桑田海变，瞻翠琬而恒存。其词曰： 

吹律开源，命官分姓。门隆鼎族，代居宠命。奕叶承晖，忠贞交映。谅惟祖业，肃昚勤敬。其一 

体彼芳规，诞兹淑亮。性植廉节，情装恭让。五义所依，四德攸尚。阃阈是则，闺闱令望。其二 

爰归君子，载峻徽猷。质凝珪璧，声振琳球。顺从为务，贞懿聿修。因心艺识，率志温柔。其三 

穆穆兰仪，雍雍蕙问。词敷琼藻，门光玉润。蔡女承闲，班姝纳训。翰林翘楚，文江濯濬。其四 

昊穹有命，积善无忧。如何懋哲，遘疾弥留。遽移隙驷，俄迁壑舟。仰惟资德，俯从若休。其五 

弦绝清琴。尘馀素祑。始就玄夜，终辞白日。苦松雾兮阴沈，悲杨风兮萧瑟。庶千年兮万古，尚图芳兮泉室。 

万岁通天贰年贰月拾柒日迁殡